# 張漱菡
張漱菡（1929年12月16日—2000年6月17日） ，本名張欣禾，筆名寒柯，出生於北平、本籍安徽桐城，中華民國作家。

## 家世
1929年12月16日，本名張欣禾的張漱菡出生於北平。張漱菡祖先為張廷玉，外祖父馬通伯。她的父親張石卿早年留學日本早稻田大學，母親馬氏也為留日學生，秋瑾還是她母親好友。

## 生平

### 少女時期
張漱菡自小就愛讀中國古代文學，以「寒柯」為筆名。學生時隨任職於北平的父親在那求學，假期才回到家族在桐城的相府（今現址為安徽省榮軍康復醫院）。
安徽大學校長程演生、教授姚仲實舉薦該校教師程仁卿遣到桐城宰相府擔任塾師，教授張漱菡及其六妹張軼群、表姐馬華正等人以《楚辭》、《史記》、《論語》。後來馬華正嫁給老師程仁卿。

### 《意難忘》受熱烈迴響
1949年，張漱菡父親驟逝，隨母親來臺灣，無法順利完成上海震旦大學文理學院的學業。她在臺灣因水土不服與身子病弱，賦閒在家，將從長輩聽來的一個愛情故事，寫成十多萬字、背景為汪精衛政權下男女主角的愛情小說《意難忘》。起初沒有出版社願意出版《意難忘》，爾後，她在《旅行雜誌》發表散文，認識暢流社主編吳愷玄並願意讓《意難忘》在《暢流》半月刊上逐期連載，連載期間引起讀者熱烈迴響。
《暢流》是國民黨鐵路黨部所發行的半月刊，以消閒與娛樂作導向，作為基本讀者的鐵路旅客眾多。早期作家孟瑤、郭良蕙、蘇雪林、謝冰瑩與張漱菡都是此刊的基本作家群，她們的小說先在其刊上連載，然後印成單行本。

### 成為暢銷作家
受小說歡迎鼓舞，張漱菡陸續寫長篇小說。其作品因主角正派、帶有愛國情操、棄惡揚善，創作受政府歡迎。當《意難忘》得到中國青年寫作協會舉辦的最喜愛小說——讀者票選首獎，時任政治部主任的蔣經國就為此設宴慶功。除此外，她也有散文、傳記等著作，如為秋瑾寫《憤怒的鑑湖》一書，另外也受胡秋原邀請為之寫傳《胡秋原傳》。
1950到1960年代的台灣，張漱菡極受歡迎。她諸多的創作，不乏取材自童年聽聞母執輩所講故事。她認為自己作品純正，與寫純兩性愛情的鴛鴦蝴蝶派小說不同，其愛情事有戰時的離亂歲月，如《江山萬里心》是寫女主角和兩位男友分別是共產黨員、國民黨員的愛情故事，涉及了國共關係。
張漱菡的《江山萬里心》和蔣夢麟的《西潮》同時在《中國時報》副刊連載。因為《江山萬里心》寫的正是蔣夢麟的故鄉事，讓他倍感親切，後來便機會認識、保持連絡。蔣夢麟還請他的秘書陪張漱菡下鄉去，實際體驗田園生活，寫成《翡翠田園》此書。
張漱菡有些作品被改拍成電視劇，如《七孔笛》、《碧雲秋夢》、《意難忘》等，她也為自己的電視劇作詞。1970年春後，時任台視導演的朱白水推出週一到週六、每天半小時的「電視小說」，由徐訏的《風蕭蕭》開始推出、再來8月是瓊瑤的《星河》、9月則是張漱菡的《碧雲秋夢》，陸續多部小說改成的電視劇，讓中視備受收視壓力。
張漱菡也寫舊體詩，于右任常常以她的詞章詩句入書。

### 集結女作家作品的《海燕集》
1953年，張漱菡將蘇雪林、謝冰瑩、張雪茵、張秀亞、郭良蕙、艾雯、王韻梅、琰如、鍾梅音、潘人木、侯榕生、王文漪、劉枋、以及她一些小說作品集結成《海燕集》，是台灣第一本女性作家選集。她表示將來反攻大陸後，可讓受難同胞們因讀《海燕集》了解自由的可貴。但據唐玉純分析，指出《海燕集》中符合「反共抗俄」的文本只八分之一。
張漱菡還在每篇作品之前附上宛如明星大頭照的女作家肖像，像郭良蕙肖像照用色彩強烈的絲巾從頭部垂繞，並側著臉刻意地以手輕觸紅唇，眼神煙視媚行，調出她的摩登特質。此書暢銷一時，短短數月就印到七版，學者認為肖像是其成功行銷策略的要素，也塑造了女性的摩登形象。
1954年左右，張漱菡與張秀亞、孟瑤、繁露住於台中，常一起至台中公園散心。

### 晚年生涯
1980年，張漱菡於《文匯報》讀到馬華正的〈懷人〉詩作時，得知表姊尚存人世，隨即命筆作了〈懷人步韻〉八首，躍然成箋，如寫：「夢魂昨夜到桐城，故舊相扶竟出迎。互賀白頭猶健在，也難笑裡暗吞聲。」
張漱菡晚年住在永和。1980年代中期，張漱菡駕車出遊時發生嚴重車禍，裝有人工關節，但行動仍然不便，全依丈夫照顧。她還將自己的大部分作品寄回家鄉作收藏，與向族人寄回一首〈懷鄉〉詩，曰：「新月如鉤透碧紗，無端心系故園花。只恐夢魂飛不到，庭前雙桂是吾家。」1987年，她與寫有《畫魂--潘玉良傳》的女作家石楠成為筆友，還互贈作品，每月書來信往，卻從來沒見過面。
1990年，張漱菡與馬華正的詩信往來已積尺餘，經程仁卿整理編為《琴瑟集》於中國大陸印行。1991年，張漱菡將程仁卿夫婦學術專著《詩學津梁》、《中華詩詞大全》轉至臺灣商務印書館出版發行，由胡秋原作序。張漱菡得知86歲的馬華正在1995年被安徽省人民政府聘為省文史館館員，作詩以賀，並寄來她的詩詞集《荷香集》。
2000年6月，張漱菡在香港《當代文藝》發表小說新作《贗品》。17日，因心肌梗塞逝世。27日，葬於臺北縣三芝鄉。

## 逸事
在中國大陸時，張漱菡母親一次從樓梯上意外跌滾，大腿骨折，久治未愈。家人請來的神婆說屋內有“齷齪”，必須由她乘八抬大轎出府，往南行四十九里，將所遇的一條黑狗抓回打死，然後用黑狗血灑在樓梯、屋裡屋外以驅怪，再設神壇念咒四十九天。夥計因此抓兩條黑狗捆在大樹上活活砍死。從外地回來的張漱菡撞見神婆在屋內設壇，怒斥迷信，並將其法器冥物盡皆拋棄至屋外。事後，她請來醫生治好了母親。
張漱菡有年輕男子追求時，她一律先帶回家給母親認識，其崔姓丈夫，就是母親爲她挑選的夫婿。1956年，兩人結婚，張秀亞和繁露還買透花的衣料作為賀禮。張漱菡婚前就征得未婚夫的諒解和贊同，婚後不生兒育女，與張雪茵為妯娌。

## 作品
張漱菡創作包括古典詩、雜文、小說、傳記等三十九種，以長篇小說為代表。

### 小說

#### 長篇小說
| 出版日期   | 書籍名稱       | 出版社             |
| 1952年     | 《意難忘》     | 臺北暢流半月刊社   |
| 1956年8月  | 《七孔笛》     | 高雄大業書店       |
| 1959年     | 《江山萬里心》 | 臺北明華書局       |
| 1963年10月 | 《跳躍的陽光》 | 臺北臺灣聯合書局   |
| 1963年10月 | 《多色的霧》   | 高雄大業書店       |
| 1965年7月  | 《雲橋》       | 高雄長城出版社     |
| 1965年10月 | 《長虹》       | 臺中臺灣省新聞處   |
| 1966年12月 | 《翡翠田園》   | 臺北皇冠出版社     |
| 1967年6月  | 《春山愁》     | 臺北立志出版社     |
| 1968年12月 | 《飛夢天涯》   | 臺北皇冠出版社     |
| 1968年8月  | 《碧雲秋夢》   | 臺北徵信新聞報社   |
| 1971年     | 《歸雁》       | 高雄立志出版社     |
| 1983年4月  | 《櫻城舊事》   | 臺北黎明文化公司   |
| 1994年12月 | 《紅塵夢醒》   | 銀川寧夏人民出版社 |

#### 短篇小說集
| 出版日期   | 書籍名稱         | 出版社           |
| 1953年     | 《翠島熱夢》     | 新竹出版社       |
| 1953年     | 《綠堡之祕》     | 新竹出版社       |
| 1953年     | 《翠島熱夢》     | 新竹出版社       |
| 1953年1月  | 《橋影簫聲》     | 今日出版社       |
| 1955年6月  | 《侏儒的故事》   | 新竹出版社       |
| 1955年10月 | 《花開時節》     | 大業出版社       |
| 1956年     | 《張漱菡小說選》 | 人文出版社       |
| 1959年4月  | 《喘息的小巷》   | 亞洲出版社       |
| 1962年1月  | 《疑雲》         | 正中書局         |
| 1964年2月  | 《綠窗小札》     | 立志出版社       |
| 1970年1月  | 《心魔》         | 皇冠出版社       |
| 1976年     | 《相思山下》     | 高原出版社       |
| 1977年5月  | 《師恩》         | 世界文物出版社   |
| 1977年8月  | 《翡翠龍》       | 皇冠出版社       |
| 1980年9月  | 《漱菡小說集》   | 水芙蓉出版社     |
| 1980年10月 | 《張漱菡自選集》 | 臺北黎明文化公司 |

### 散文
| 出版日期  | 書籍名稱         | 出版社               |
| 1953年5月 | 《風城畫》       | 大業書店             |
| 1959年1月 | 《春晨頌》       | 力行書局             |
| 1969年6月 | 《小樓春回》     | 高原出版社           |
| 1978年8月 | 《漱菡小品》     | 水芙蓉出版社         |
| 1990年7月 | 《永遠的橄欖枝》 | 臺北漢藝色研文化公司 |

### 傳記
| 出版日期   | 書籍名稱                     | 出版社       |
| 1965年1月  | 《憤怒的鑑湖：秋瑾傳》       | 幼獅文化公司 |
| 1985年3月  | 《秋瑾》                     | 金蘭出版社   |
| 1988年12月 | 《胡秋原傳：直心巨筆一書生》 | 皇冠出版社   |

### 詩詞
| 出版日期  | 書籍名稱       | 出版社 |
| 1988年7月 | 《荷香集》     | 自印   |
| 2000年8月 | 《漱菡詩詞集》 | 自印   |